# Maheshwar
Maheshwar là một thị xã và là một nagar panchayat của quận West Nimar thuộc bang Madhya Pradesh, Ấn Độ.

## Địa lý
Maheshwar có vị trí 22°11′B 75°35′Đ / 22,18°B 75,58°Đ Nó có độ cao trung bình là 155 mét (508 feet).

## Nhân khẩu
Theo điều tra dân số năm 2001 của Ấn Độ, Maheshwar có dân số 19.646 người. Phái nam chiếm 51% tổng số dân và phái nữ chiếm 49%. Maheshwar có tỷ lệ 67% biết đọc biết viết, cao hơn tỷ lệ trung bình toàn quốc là 59,5%: tỷ lệ cho phái nam là 75%, và tỷ lệ cho phái nữ là 59%. Tại Maheshwar, 14% dân số nhỏ hơn 6 tuổi.